# La giara (film)
La giara (Khomreh) è un film iraniano del 1992 diretto da Ebrahim Forouzesh.
Nel 1994 ha vinto il Pardo d'Oro al Festival del film Locarno.